# Птіцин Микола Олександрович
Микола Олександрович Птіцин (1893, Сімферополь — 1966, Київ) — радянський агроном-дендролог, творець сучасної частини Сирецького дендропарку.

## Біографія

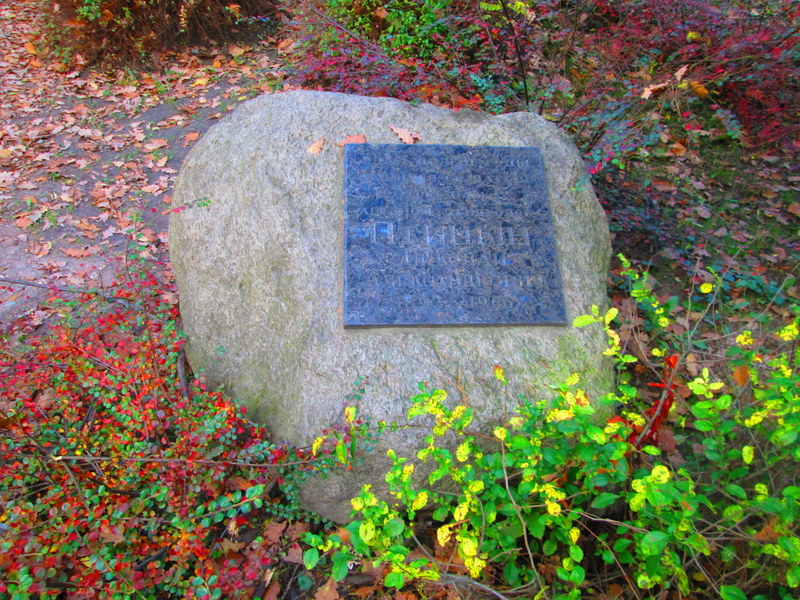
Пам'ятний камінь М. О. Птіцину на території Сирецького дендропарку

Народився у 1893 році у місті Сімферополі. У 1919 році закінчив Київський університет. По закінченні працював на кафедрі ботаніки університету.
З 1935 до 1938 року очолював Національний ботанічний сад НАН України. Був консультантом-дендрологом при розробці Генерального плану будівництва ботанічного саду.
З 1945 до 1949 року працював науковим співробітником в уманському дендропарку «Софіївці».
З 1949 до 1966 року, працюючи в Республіканській дослідно-показовій станції квіткових та декоративних рослин, створив унікальний парк з цінною колекцією дерев та кущів — Сирецький дендропарк.
Помер у 1966 році.